# Hofstade (Oost-Vlaanderen)
Hofstade is een dorp in de Belgische provincie Oost-Vlaanderen en een deelgemeente van de stad Aalst, het was een zelfstandige gemeente tot aan de gemeentelijke herindeling van 1977. De plaats ligt in de Denderstreek. Hofstade ligt net ten noorden van het stadscentrum van Aalst. De Molenbeek-Ter Erpenbeek mondt er uit in de Dender.

## Wapenschild
Het wapenschild van Hofstade is uitgereikt op 29 april 1818 en licht aangepast op 1 september 1932. Het origineel specificeerde geen achtergrondkleur en geen kleur van de bek en de poten van de duif. Dit werd rechtgezet in 1932.
De betekenis van de duif op het wapenschild is niet gekend; er zijn geen historische zegels bekend van het gemeentebestuur. De duif is waarschijnlijk gekozen in 1813 - toen de vraag naar een wapenschild gesteld is - als een symbool voor vrede. Dit kan men ook afleiden uit de olijftak die de duif in de bek heeft.

## Toponymie
Hofstade komt van het woord hofstede. Dit is een ietwat verouderd woord voor een boerderij met gronden eromheen, eventueel afgeschermd met een omheining.
In Vlaams-Brabant is er het gelijknamige Hofstade dat sinds 1977 een deelgemeente vormt van Zemst.

## Geschiedenis
De oorsprong van het dorp Hofstade is terug te leiden tot een nederzetting die twee eeuwen voor Christus werd gesticht, toen de oorspronkelijke Keltische bevolking werd verdreven en vermengd met Nerviërs, die van over de Rijn trokken. Een kleine nederzetting bevond zich in deze periode aan de vondelbeek aan de zuidelijke voet van de Steenberg. Wellicht waren het een paar kleine hoeven. Urne- en beenderbrandgraven getuigen van hun bestaan.
In de Romeinse periode, meer bepaald rond het jaar 50 na Christus, bestond er op dezelfde plaats een nederzetting met een tempeltje op de top van de Steenberg. Dit dorpje had wellicht reeds een aantal winkeltjes en het tempeltje op 'fanum' werd niet alleen bezocht door de dorpsbewoners, maar ook door bedevaartgangers. De offerkuilen die er zijn aangetroffen getuigen daarvan.
De tempel werd door brand vernietigd, en in het jaar 150 werd er een nieuwe tempel opgetrokken naar Keltische traditie. Een luxueuze villa van 9 bij 20 meter met centrale verwarming dateert van dezelfde periode.
Bij de Frankische landinname werden de eerst de ontboste kouters in gebruik genomen. Een Frankische nederzetting bevond zich in de buurt van waar tegenwoordig de Blekte ligt. Aan de Keizer (aan het einde van de Molenkouter) bevond zich indertijd het landgoed van de familie Hasso, later het hof van Essegem.
Vanaf de twaalfde eeuw werden er duchtig gronden ontbost en in cultuur gebracht. Hoeven, verspreid over het grondgebied, kwamen gedurende de middeleeuwen tot stand. Uit deze periode dateren het Koningshof (verdwenen in 1400), het Reutelhof, het Hof te Ginderneder, het Hof te Kokenen, Hof te Wachene, Hof ten Bos en Hof ter Beke (het Gooiken, waarvan de grachten recent gedempt werden). Er waren ook twee kastelen: het Kasteel ten Bos op de Kamdries (tweede deel Zijpstraat) en het Kasteel te Wachene, wat in 1468 het eigendom was van Gelein vuter Swane, hoogbaljuw van Aalst.
Op de Molenbeek stonden twee middeleeuwse watermolens: de Middelmolen op de Molenkouter en de Overmolen op de Blekte, en één op de Dender: de Nedermolen of Kerkhofmolen. In 1384 werd er een nieuwe windmolen gebouwd op het Weiveld waar reeds eerder een molen stond. De plaatselijke benamingen met 'Kam' verwijzen naar de middeleeuwse brouwerijen: de Kamdries, genoemd naar een brouwerij verbonden aan het hof ten Bos, de Merenpraetkam en de Kammeers, nabij de huidige Kammenstraat.
Op 1 januari 1977 werd Hofstade een deelgemeente van Aalst.

## Demografische ontwikkeling
- Bronnen:NIS, Opm:1831 tot en met 1970=volkstellingen; 1976 = inwoneraantal op 31 december

## Bezienswaardigheden
- De Onze-Lieve-Vrouw-Hemelvaartkerk
- De Kapel te Wachene aan de Hoogstraat
- De Sint-Annakapel

## Natuur en landschap
Hofstade ligt in Zandlemig Vlaanderen. Het ligt aan de Dender en aan de Molenbeek-Ter-Erpenbeek. Door infrastructuur (de N41 van aalst naar Dendermonde en de aanleg van bedrijventerreinen langs de Dender, treedt er verstedelijking op.

## Mobiliteit
Door Hofstade loopt de fietssnelweg F43 tussen Aalst en Sint-Niklaas.
Hofstade wordt ook bediend door heel wat buslijnen van De Lijn.
Er was ook een station Aalst-Hofstade.

## Toerisme
Door dit dorp loopt onder meer de fietsroute Denderende steden.

## Sport
In Hofstade speelt de club KSC Wilskracht Hofstade.

## Bekende inwoners
Bekende personen die geboren, woonachtig zijn of waren in Hofstade of een andere significante band met het dorp hebben:
- Jozef Bessems (1890 - 1969), ondernemer

## Nabijgelegen kernen
Gijzegem, Lede, Aalst